# Kim Jong-suk
Kim Jong-suk (24 de desembre de 1917 - 22 de setembre de 1949) va ser la primera dona de Kim Il-sung, i la mare de Kim Jong-il, tots dos dictadors comunistes de Corea del Nord.
Va nàixer en la comuna d'Osan, a la província de Hamgyong del Nord (Corea del Nord) dins d'una família de pagesos pobres. Posteriorment abandonaren Corea per anar a viure a la Xina el 1922.
Va créixer odiant el japonesos en una família amb fort caràcter revolucionari, i es va unir a la guerrilla comunista anti-japonesa el 1932 (liderada per Kim Il-sung, el seu futur marit) escalant llocs fins que el 1936 es trobà directament sota el comandament de Kim Il-sung. El 1937 serà admesa dintre del Partit Comunista.
El 16 de febrer de 1942 donà a llum el seu fill, Kim Jong-il, imbuint en ell la seva passió comunista perquè segueixi les passes del seu pare.
Kim Jong-suk, morta el 1949 a l'edat de 32 anys, sent utilitzada la seva persona (tant en vida com en la mort) com a la imatge de la dona revolucionària, per part de l'aparell de propaganda del partit comunista nord-coreà. Coneguda com a "l'heroïna de la revolució anti-japonesa" i una lluitadora revolucionària dedicada amb cos i ànima al seu país i la seva gent, el govern de Corea del Nord li atorgà el títol de "Heroïna de la República Democràtica Popular de Corea" el 21 de setembre de 1972.